# Bill Maas
William Thomas Maas (Newtown Township, 2 marzo 1962) è un ex giocatore di football americano statunitense che ha giocato nel ruolo di defensive tackle nella National Football League. Fu scelto come quinto assoluto nel Draft NFL 1984 dagli Kansas City Chiefs. Al college ha giocato a football a Pittsburgh.

## Carriera professionistica
Maas fu scelto come quinto assoluto nel Draft 1984 dai Kansas City Chiefs. Nella sua prima stagione mise a segno 5 sack, venendo premiato come rookie difensivo dell'anno. Nel 1986 e 1987 fu convocato per il Pro Bowl dopo avere fatto registrare rispettivamente 7 e 6 sack. Rimase coi Chiefs fino al 1992, dopo di che passò l'ultima stagione della carriera tra le file dei Green Bay Packers.

## Palmarès
- Convocazioni al Pro Bowl: 2

1986, 1987
- All-Pro: 2

1986, 1987
- Rookie difensivo dell'anno - 1984
- PFWA All-Rookie Team - 1984

## Statistiche
| Sack       | 20 |
| Intercetti | 0  |